# Yoshitō Asari
Yoshitō Asari (浅利 義遠 o あさり よしとお) (20 novembre 1962) è un animatore e character designer giapponese.